# Signifikante Stellen
Stellen einer Zahl werden signifikante Stellen (auch: geltende/gültige Stellen/Ziffern) genannt, wenn sie aussagekräftig sind. Dazu müssen mögliche Abweichungen dieser Zahl innerhalb der Grenzen der Abweichung der letzten Stelle liegen. Führende Nullen sind nicht aussagekräftig. Ob endende Nullen signifikant sind, muss fallweise hinterfragt werden – durch geeignete Schreibweise kann hier für Klarheit gesorgt werden.
In Naturwissenschaft und Technik haben viele Zahlenwerte ihren Ursprung als Messwert, der mit einer Messunsicherheit behaftet ist. Diese macht den Zahlenwert ab einer bestimmten Stelle unsicher; alle niederwertigeren Stellen sind dann bedeutungslos. Umgekehrt ist die Anzahl der signifikanten Stellen die Mindestzahl von Stellen, die benötigt wird, um einen gegebenen Zahlenwert bei wissenschaftlichen Angaben ohne Verlust an Genauigkeit anzugeben. Es gibt eine natürliche Neigung, „ganz sicher zu gehen“ und eine Berechnung mit einer größeren Anzahl von Dezimalstellen durchzuführen, als durch die experimentelle Genauigkeit gerechtfertigt ist. In einem solchen Fall stellt das Rechenergebnis die zu bestimmende Größe falsch dar. Die Versuchung, zu viele Dezimalstellen mitzuschleppen, ist durch die Benutzung von Taschenrechnern groß. Ein mit den anerkannten Regeln der Technik (DIN, GUM) Vertrauter kennzeichnet, wie „gut“ ein Zahlenwert ist, indem er nur die Stellen angibt, die mit Gewissheit bekannt sind, plus eine mehr, die unsicher ist.

## Zahlenschreibweise im Zehnersystem

### Signifikante Stellen einer Zahl mit Nachkommastellen
Als Nachkommastellen werden die in der dezimalen Darstellung einer Zahl verwendeten Ziffern rechts des Kommas bezeichnet. Die Anzahl der Nachkommastellen ist zu unterscheiden von der Anzahl der signifikanten Stellen.
Beispiele für Stellen einer Zahl:
| Zahl       | Signifikante Stellen | Nachkommastellen |
| ---------- | -------------------- | ---------------- |
| 98,76      | 4                    | 2                |
| 00,009 876 | 4                    | 6                |

### Signifikante Stellen einer Zahl ohne Nachkommastellen
Schwieriger ist die Aussage zu den signifikanten Stellen – ob beispielsweise eine „60“ eine, zwei oder sogar mehr signifikante Stellen enthält. Je nach Zusammenhang ist eine Zahl exakt zu werten, wenn sie z. B. als natürliche Zahl verwendet wird; oder sie ist als gerundete Zahl zu werten, wenn sie als Zahlenwert zu einer physikalischen Größe verwendet wird.
Um zu einer mittels Messtechnik ermittelten Größe beim Zahlenwert 60 eine Mehrdeutigkeit zu vermeiden, hilft die wissenschaftliche Schreibweise mit Zehnerpotenz-Faktor. Dadurch kann eine endende Null auf eine Nachkommastelle verschoben werden. Eine nicht signifikante Null wird weggelassen; durch das Schreiben der Null wird sie als signifikant gekennzeichnet:
- eine signifikante Stelle: 6 · 101
- zwei signifikante Stellen: 6,0 · 101
- drei signifikante Stellen: 60,0 oder 6,00 · 101

Weitere Beispiele
| Zahl                | Signifikante Stellen | Nachkommastellen |
| ------------------- | -------------------- | ---------------- |
| 9 876 000,00 · 10−2 | 9                    | 2                |
| 9 876 000           | ungeklärt: 4 bis 7   | 0                |
| 98 760 · 102        | ungeklärt: 4 oder 5  | 0                |
| 987,6 · 104         | 4                    | 1                |
| 9,876 · 106         | 4                    | 3                |

### Exakt bekannte Werte
Manche Zahlenwerte in Naturwissenschaft und Technik sind exakt bekannt, also ohne Messunsicherheit. Dies können sein
- Ganze Zahlen. Beispiel: die Anzahl der Protonen in einem Atomkern.
- Zahlen mit endlicher Anzahl von Nachkommastellen. Beispiel: Die Planck-Konstante h wurde für die Definition der Maßeinheiten auf exakt 6.62607015e-34 Js  festgelegt.
- Exakt bekannte Zahlen mit unendlicher Anzahl von Nachkommastellen. Beispiel: die reduzierte Planck-Konstante {\displaystyle \hbar ={\tfrac {h}{2\pi }}}.

In solchen Fällen ist das Konzept der signifikanten Stellen nicht anwendbar, da die Zahl der angegebenen Stellen nicht der Messgenauigkeit entspricht. Im Fall unendlich vieler Nachkommastellen ist es üblich, nach der letzten angegebenen Stelle Auslassungspunkte zu schreiben, um anzuzeigen, dass beliebig viele weitere Stellen angegeben werden könnten.

## Definition und Kommaregel
DIN 1333 definiert die signifikanten Stellen als die erste von Null verschiedene Stelle bis zur Rundungsstelle. Diese ist die letzte Stelle, die nach dem Runden noch angegeben werden kann; siehe Schreibweise von Zahlen.
Die durch Rundung wegzulassenden Ziffern sollen nicht durch Nullen aufgefüllt werden. Durch Kommaverschiebung und Zehnerpotenz-Faktor ist die Rundungsstelle auf die Einerstelle oder eine Nachkommastelle zu verschieben, siehe auch Messwert.
In der Messtechnik kann die Kommastellung nicht nur durch den Zehnerpotenz-Faktor, sondern auch durch die Wahl der Einheit (z. B. bei Länge mm → cm → m → km) angepasst werden.
Beispiel: Wer eine Angabe 20 km in 20 000 m umschreibt, hat mit endenden Nullen aufgefüllt, die nicht signifikant sind. Falls die Länge doch bis auf einen Meter genau angebbar ist, wäre zuvor 20,000 km zu schreiben (alle Stellen bis zur Rundungsstelle). Wenn eine Zahl ohne weitere Information gegeben ist, wird dies im Allgemeinen so interpretiert, dass die Ziffer in der letzten Stelle gerundet ist. So wird für die Zahl 20 000 angenommen, dass sie einen Wert zwischen 19 999,5 und 20 000,5 repräsentiert.

## Ergebnis einer Rechnung
Hier kommen zunächst zwei Faustregeln; ein zuverlässigeres Verfahren folgt im nächsten Kapitel.
- Das Ergebnis einer Addition/Subtraktion bekommt genauso viele Nachkommastellen wie die Zahl mit den wenigsten Nachkommastellen.
- Das Ergebnis einer Multiplikation/Division bekommt genauso viele signifikante Stellen wie die Zahl mit den wenigsten signifikanten Stellen:

| Zahlen          | Kleinste Anzahl der Nachkommastellen | Kleinste Anzahl der signifikanten Stellen | Ergebnis |
| --------------- | ------------------------------------ | ----------------------------------------- | -------- |
| 20,567 + 0,0007 | 3                                    |                                           | 20,568   |
| 12 + 1,234      | 0                                    |                                           | 13       |
| 12,00 + 1,234   | 2                                    |                                           | 13,23    |
| 12,000 + 1,234  | 3                                    |                                           | 13,234   |
| 1,234 · 3,33    |                                      | 3                                         | 04,11    |
| 1,234 · 0,0015  |                                      | 2                                         | 00,0019  |
| 28 · π          |                                      | 2                                         | 88       |

Das Ergebnis ist ferner davon abhängig, ob eine der Zahlen exakt ist und ob die Anzahl der Stellen vor oder nach der Rechnung fixiert wird:
1. In der folgenden Tabelle im ersten Beispiel sei die 3 ein als exakt zu bewertender Parameter; die signifikanten Stellen ergeben sich aus dem Wert 1,234 im Sinne eines Messwertes.
2. Im zweiten Beispiel sei die Zahl 1,234 ein Parameter; die signifikanten Stellen ergeben sich aus dem Wert 3, sodass es im Ergebnis auch nur eine signifikante Stelle gibt.

| Parameter | Messwert | Signifikante Stellen | Rechnung | Ergebnis                         |
| --------- | -------- | -------------------- | -------- | -------------------------------- |
| 3,000     | 1,234    | 4                    | 3·1,234  | 3,702                            |
| 1,234     | 3,000    | 1                    | 3·1,234  | 3 (vor der Rechnung: 1,234 ≈ 1)  |
| 1,234     | 3,000    | 1                    | 3·1,234  | 4 (nach der Rechnung: 3,702 ≈ 4) |

Hinweise:
- Eine Rundung sollte erst möglichst spät innerhalb des Rechnungsgangs durchgeführt werden. Sonst können sich mehrere Rundungsabweichungen zu einer größeren Gesamtabweichung zusammensetzen. Um diese Vergrößerung zu vermeiden, sollen in Zwischenrechnungen bekannte Größen mit mindestens einer Stelle mehr eingesetzt werden als im Ergebnis angegeben werden kann.
- Wird ein Durchmesser eines Kreises auf Millimeter genau gemessen, und rechnet man den Umfang dabei mit einer möglichst genauen Annäherung an Pi, so kann der Umfang trotz der Rechnung mit einem vielleicht zehnstelligen Faktor wieder bestenfalls millimetergenau angegeben werden.
- Wird eine Zeichnung etwa im Maßstab 10:1 vergrößert, und sind die Koordinaten auf ½ Millimeter genau gezeichnet, ist die Vergrößerung auf 5 Millimeter genau. Die Zahl der signifikanten Stellen der Koordinaten ändert sich nicht durch den als exakt angenommenen Maßstabsfaktor 10.

## Signifikante Stellen in der Messtechnik
Für die Messtechnik ist es immer die sicherste Methode, die Fehlergrenzen der Eingangsdaten zu beachten und ihre Auswirkungen auf das Ergebnis einer Rechnung zu bestimmen, siehe Fehlerfortpflanzung. Exakte Zahlen haben die Fehlergrenze null. Die Fehlergrenze des Ergebnisses liefert die Angabe, welche Stelle als niederwertigste Stelle noch signifikant ist.
Beispiel: Ein Kreisradius wird gemessen zu 17,5 cm. Gesucht wird der Umfang {\displaystyle U=2\pi r}. Im Gegensatz zu oben soll hier {\displaystyle \pi } nicht mit sehr vielen Nachkommastellen angegeben werden, sondern nur mit einer Stellenanzahl passend zur Stellenanzahl von {\displaystyle r}.
Exakt: {\displaystyle 2=2{,}000\cdot (1\pm 0\,\%)}
Gerundet: {\displaystyle \pi =3{,}14\pm 0{,}005=3{,}14\cdot (1\pm 0{,}2\,\%)}
Eine nach den kaufmännischen oder mathematischen Regeln gerundete Zahl kann auf der ersten weggeschnittenen Stelle zwischen −5 und +5 abweichen.
Gemessen: {\displaystyle r=\mathrm {17{,}5\,cm\pm 0{,}1\,cm=17{,}5\,cm\cdot (1\pm 0{,}6\,\%)} }
Vom Messwert wird angenommen, dass die niederwertigste Stelle um ±1 falsch angegeben sein kann.
Rechnung: {\displaystyle U=109{,}90\,\mathrm {cm\cdot (1\pm (0+0{,}2+0{,}6)\,\%)=109{,}90\,cm\pm 0{,}9\,cm} }
Ergebnis: {\displaystyle U=(110\pm 1)\,\mathrm {cm} }, etwas Genaueres lässt sich nicht angeben, denn in diesem Fall ist die erste Nachkommastelle mit ±9 bereits maximal ungewiss. Besser gibt man also an, dass die nächsthöhere Stelle um höchstens ±1 falsch sein kann: Das Ergebnis ist maximal zentimetergenau.
Oder anders ausgedrückt: Die endende Null auf der Einerstelle von 110 ist in diesem Fall signifikant. Um das deutlich zu machen, ohne die Fehlergrenzen mitzuschreiben, schreibt man besser {\displaystyle U=1{,}10\,\mathrm {m} }, weil die ausdrückliche Angabe der Nachkommastelle zeigt, dass sie in dieser Rechnung als signifikant ermittelt wurde. {\displaystyle U=11{,}0\,\mathrm {dm} } hätte denselben Zweck. Nicht geschrieben werden darf {\displaystyle U=1100\,\mathrm {mm} } oder {\displaystyle U=1099\,\mathrm {mm} }, da die endende Null oder endende Neun aufgrund der Fehlergrenze keine signifikante Stelle ist.
Selbst ein exakteres {\displaystyle \pi } hätte nur ein Ergebnis von {\displaystyle U=109{,}96\,\mathrm {cm} \cdot (1\pm 0{,}6\,\%)=109{,}96\,\mathrm {cm} \pm 0{,}7\,\mathrm {cm} } erbracht, die Stellenanzahl des Ergebnisses wäre dieselbe.
Dass in diesem Beispiel das Ergebnis nur zentimetergenau ist, obwohl die ursprüngliche Messung millimetergenau ausgeführt wurde, zeigt die Bedeutung der Stellenanzahl für messtechnische Probleme: Weil das Ergebnis um grob eine Zehnerpotenz größer ist als die Angabe und der Fall hier ungünstig liegt, verschiebt sich auch die Genauigkeit um eine Zehnerpotenz von Millimeter auf Zentimeter. Die Größenordnung der Genauigkeit bleibt während der multiplikativen Rechnung nur relativ zum jeweiligen Wert konstant, die millimetergenaue Messung garantiert kein millimetergenaues Ergebnis. In komplizierteren Rechnungen lässt sich die Genauigkeit über die Anzahl signifikanter Stellen nicht mehr abschätzen, aber nur eine korrekte Fehlerfortpflanzungsrechnung garantiert die Verlässlichkeit eines Ergebnisses. Die nachträglich ermittelte Stellenanzahl repräsentiert dann das Ergebnis der Fehleranalyse.

## Angabe von signifikanten Stellen in der Messtechnik nach GUM
Gemäß dem international anerkannten „Guide to the Expression of Uncertainty in Measurement (GUM)“ ist die Anzahl der sinnvollerweise anzugebenden signifikanten Stellen (basierend auf einer Ermittlung der Messunsicherheit) durch folgendes Verfahren gegeben:
- Messung durchführen und Unsicherheit ermitteln,
- Ergebnis der erweiterten Unsicherheit auf höchstens zwei signifikante Stellen runden,
- Ergebnis der Messung auf dieselben Stellen runden.